# 信安郡 (唐朝)
信安郡，中国唐朝时设置的郡。 
天宝元年（742年）改衢州置，治所在信安县（今浙江省衢州市城南）。下辖信安县（今浙江省衢州市柯城区）、龙丘县（今浙江省龙游县）、常山县（今浙江省常山县招贤镇）、须江县（今浙江省江山市）、盈川县（今浙江省衢州市高家镇盈川村）、玉山县（今江西省玉山县冰溪镇），辖境约当今浙江衢州、常山、江山、开化和江西省玉山县地。乾元元年（758年）复改衢州。
唐朝信安郡太守
- 林洋（天宝初年）
- 张思钦（天宝初年）
- 长孙子哲（天宝年间）
- 尉迟岩（751年）
- 贺兰进明（754年—755年）
- 李奂（755年）
- 郑倬（至德年间）